# Nyssodrysternum rodens
Nyssodrysternum rodens är en skalbaggsart som först beskrevs av Bates 1864.  Nyssodrysternum rodens ingår i släktet Nyssodrysternum och familjen långhorningar. Inga underarter finns listade i Catalogue of Life.